# Atrophaneura luchti
Atrophaneura luchti је врста инсекта из реда лептира (лат. Lepidoptera) и породице једрилаца (лат. Papilionidae).

## Распрострањење
Ареал врсте је ограничен на једну државу. Индонезија је једино познато природно станиште врсте.

## Угроженост
Ова врста се сматра рањивом у погледу угрожености врсте од изумирања.